# Berthold Brehm
Berthold Brehm (* 11. Juli 1951 in Schopfheim) ist ein deutscher Kommunalpolitiker (CDU). Er war bis 2015 Chemnitzer Bürgermeister und leitete das Dezernat 1 für interne Dienstleistungen, Feuerwehr, Schulen etc. Nach der Oberbürgermeisterwahl in der Stadt Chemnitz am 11. Juni 2006 vertrat er für wenige Wochen die gewählte Kandidatin Barbara Ludwig (SPD), da diese nach einem Einspruch gegen das Wahlverfahren nicht sofort in das Amt eingeführt werden konnte.

## Leben
Im April 2009 gab er den Auftrag zur Übermalung des Wandbildes Chemnitz – Stadt der Moderne, was ihm bundesweite Medienaufmerksamkeit bescherte.
Brehm ist verheiratet und hat zwei Kinder. Nach dem Studium der Betriebswirtschaftslehre arbeitete er als Geschäftsführer der CDU-Fraktion in Dortmund und Mannheim, bevor er 1994 das Amt des Leiters des Dezernats 1 der Stadtverwaltung in Chemnitz übernahm. Zuletzt wurde Brehm bei der Bürgermeisterwahl im Juni 2008 wiedergewählt.